# Jole Voleri
Jole Voleri, nome d'arte di Jolanda Povolieri (Turriaco, 16 settembre 1917 – Roma, 5 maggio 2009), è stata un'attrice italiana.

## Biografia
Inizia la sua brevissima attività nel mondo della celluloide (cinque film in tutto girati fra il 1940 ed il 1941) scelta da Mario Soldati per la commedia Tutto per la donna dove si rivela come buona attrice adatta a parti brillanti. Lavorerà successivamente con Camillo Mastrocinque, Carmine Gallone e Gennaro Righelli. Jole Voleri, nome d'arte di Jole Povoleri, nacque a Turriaco nel 1917, figlia del vicentino Domenico e della veneziana Vittoria Gensi. La famiglia, proveniente da Ronchi, nel 1910 venne ad abitare a Turriaco.
Jole, dopo aver frequentato le scuole superiori, per la sua bellezza fu eletta "Reginetta di Trieste" e con tale titolo all'inizio degli anni '30 partì per Roma; qui, superato l'esame di ammissione all'Accademia di Arte Drammatica recitando con Aroldo Tieri un testo di Pirandello, ebbe come insegnante la famosissima attrice Emma Gramatica. A fine corso, notata da personaggi importanti dell'ambiente cinematografico, fu scritturata per fare l'attrice, assumendo il nome d'arte di "Jole Voleri". Iniziò con brevi parti al fianco di artisti famosi, quali Nino Besozzi, Clara Calamai e Anna Magnani, a quel tempo anche lei agli inizi della carriera. In questo periodo ebbe una parte secondaria nel film Manon Lescaut, una trasposizione cinematografica dell'opera lirica di Giacomo Puccini. Successivamente fu protagonista di alcuni film che oggi vengono classificati come appartenenti al periodo cosiddetto dei "telefoni bianchi", un genere brillante e romantico. Tre sono i film principali: La fuggitiva, La danza dei milioni e Manovre d'amore; quando quest'ultimo fu proiettato a Turriaco nel cinema "Italia", sito in piazza, per due giorni la sala fu strapiena di gente. Nel 1938  trasferì a Roma la propria residenza, dove durante il periodo bellico sposò Sergio, un giovane ufficiale, e il loro matrimonio, pur senza figli, durò oltre mezzo secolo.
Chiuse la sua breve attività con Piero Ballerini che la diresse ne La fuggitiva dove fu proprio lei a volere con sé Anna Magnani con la piccola stella dello schermo Mariù Pascoli, ultimo e definitivo lavoro, del suo impegno nel mondo del cinema e dello spettacolo in generale.

## Filmografia
- Tutto per la donna, regia di Mario Soldati (1940)
- Manon Lescaut, regia di Carmine Gallone (1940)
- La danza dei milioni, regia di Camillo Mastrocinque (1940)
- Manovre d'amore, regia di Gennaro Righelli (1940)
- La fuggitiva, regia di Piero Ballerini (1941)